# Generální audience

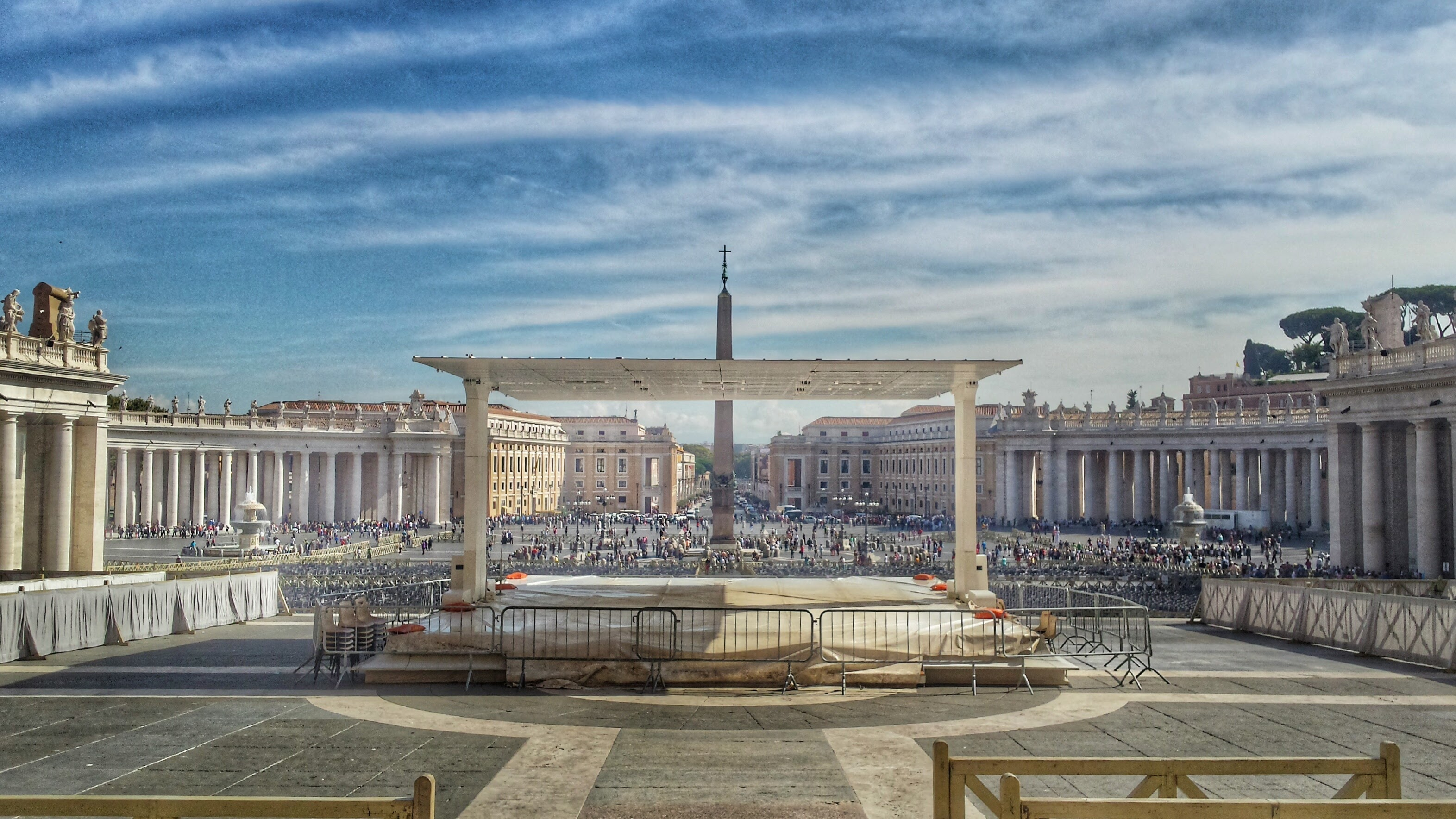
Svatopetrské náměstí.

Generální audience je pravidelné setkání papeže katolické církve s věřícími. Koná se vždy ve středu buď na náměstí sv. Petra ve Vatikánu nebo při špatném počasí, zvláště v zimních měsících, v nedaleké Aule Pavla VI.
Při generální audienci vystupuje papež s promluvou (katechezí) na určité téma. Papež Benedikt XVI. od svého zvolení v roce 2005 při těchto katechezích postupně představoval významné postavy římskokatolické církve. V roce 2012 byly jeho promluvy věnovány modlitbě. Po abdikaci Benedikta XVI. se konala jeho poslední generální audience dne 27. února 2013, těsně před koncem jeho pontifikátu. Ve svém proslovu, který byl vnímán jako jeho rozloučení s věřícími celého světa na veřejné scéně, prohlásil papež Benedikt XVI.: "Nikdy jsem se necítil sám."